# Lesično
Lesično este o localitate din comuna Kozje, Slovenia, cu o populație de 195 de locuitori.